# Real Gangstaz
Real Gangstaz – drugi singiel promujący album pt Amerikaz Nightmare, amerykańskiego duetu Mobb Deep. Utwór został wyprodukowany przez producenta Lil Jona. Do singla powstał teledysk. Jest on również kontynuacją poprzedniego teledysku do utworu "Got It Twisted".

## Lista utworów
Side A
1. "Real Gangstaz" (Dirty Version)
2. "Real Gangstaz" (Instrumental)

Side B
1. "Real Gangstaz" (Clean Version)
2. "Real Gangstaz" (Acappella)

## Notowania
| Notowania (2004)                           | Najwyższa pozycja |
| ------------------------------------------ | ----------------- |
| Billboard Hot R&B/Hip-Hop Singles & Tracks | 49                |